# Gilbert Gatore
Gilbert Gatore (1981) è uno scrittore ruandese.

## Biografia
Fuggito allo scoppio della guerra nel 1994 all'età di 12 anni, ha vissuto in Repubblica Democratica del Congo (ex Zaire) e dal 1997 risiede in Francia, dove si è recentemente diplomato a Lilla. È l'autore de "Il passato davanti a sé", per il quale ha ricevuto il Prix du roman Ouest-France Etonnants Voyageurs 2008. 
"Il passato davanti a sé" è il primo volume di una trilogia intitolata «Figure della vita impossibile».

## Pubblicazioni
- 2009 – Il passato davanti a sé, Fazi Editore